# Wollenberg (Hellenthal)
Wollenberg is een plaats in de Duitse gemeente Hellenthal, deelstaat Noordrijn-Westfalen, en telt 182 inwoners (2006).